# Port Bonython
Port Bonython är en hamn i Australien. Den ligger i delstaten South Australia, omkring 230 kilometer norr om delstatshuvudstaden Adelaide. Närmaste större samhälle är Whyalla, omkring 19 kilometer väster om Port Bonython.